# Estació d'esquí d'Er - Puigmal
L'Estació d'esquí Er - Puigmal (o, simplement, Puigmal o Cerdanya - Puigmal 2900) era una estació d'esports d'hivern del massís dels Pirineus situada a l'extrem oriental de la Cerdanya, dins del terme comunal d'Er, a l'Alta Cerdanya, de la Catalunya del Nord.
Deu el seu nom al cim que la domina, el Puigmal, que, amb 2913 metres d'altitud, és el més alt de la Cerdanya després del pic Carlit (2921 m), la Tossa Plana de Lles (2918 m) i el Puigpedrós (2915 m). L'estació, a 1835-2700 metres d'altura, és una de les més altes.
Està situada en el terç meridional del terme comunal d'Er, principalment en el vessant sud-oest de la vall.
Es divideix en dos sectors:
- Cotzé
- Les Planes.

A l'àrea de Cotzé hi ha el Refugi Miquel Arís, i a la de les Planes, l'Abric o Refugi Pastoral de les Planes.
El seu punt culminant no és, tanmateix, el Puigmal (2900 m), com sembla indicar el seu nom, sinó la Tossa del Pas dels Lladres (2700 m), on s'accedeix fàcilment gràcies al teleesquí de Montserrat. Però, aquest últim és molt recent; abans només s'accedia fins al Pic de Duraneu amb el vell teleesquí de Duraneu. Té trenta pistes i onze remuntadors (dos telecadires, dos telecordes i set teleesquís).
Actualment i des del 2013, l'estació es troba tancada de manera indefinida, el seu desmantellament estava ordenat per a l'any 2014. Fins i tot la cursa de neu d'automòbils que s'hi celebrava fou anul·lada des del 2017.

## Remuntadors

### Telecadires
Disposa de dos telecadires:
- el de Cotzé (al sector de Cotzé)
- el de la Coma dels Ramals (al de les Planes)

### Telecordes
També hi ha els següents telecordes:
- el de Cotzé (al de Cotzé)
- el de Montserrat, per accedir del Pas dels Lladres al Pic de Duraneu (al de les Planes).

### Teleesquís
Posseeix els teleesquís de:
- l'Ínter (al de Cotzé)
- el Baby de la Jaça (al de Cotzé)
- l'Artiga (al de Cotzé)
- lo Bac (al de Cotzé)
- el Duraneu (al de les Planes)
- el Montserrat (al de les Planes)
- l'Aiguaneix (al de les Planes).